# Musica rock francese
Con "musica rock francese" ci si riferisce alla musica rock prodotta da gruppi e artisti francesi. Tali produzioni sono principalmente e storicamente cantate in lingua francese con una recente tendenza verso canzoni sempre più spesso cantate in inglese. Alcune canzoni usano linguaggi inventati come il Kobaien dei Magma o il Klokobetz dei Nosfell. Alcuni artisti della regione bretone hanno anche composto diverse canzoni in lingua bretone, come i Matmatah o Les Ramoneurs de Menhirs.
La storia del rock francese è simile a quella del rock europeo: dopo l'età dei pionieri dalla metà degli anni Cinquanta con Boris Vian, Henri Salvador, Line Renaud, Danyel Gérard, Claude Piron, che introdusse alcune canzoni con connotazioni riconducibili al rock and roll arriva una prima età dell'oro nei primi anni '60 con Johnny Hallyday, Eddy Mitchell, Dick Rivers, Dany Logan, Vic Laurens, Vince Taylor, per poi vedere un'evoluzione da parte di alcuni artisti influenzati dalla musica beat e pop come Serge Gainsbourg, Michel Polnareff, Jacques Dutronc, Nino Ferrer.
Gli anni '70 sono stati segnati da un lato dalla canzone rock di Jacques Higelin e Bernard Lavilliers, e dall'altro dal rock progressivo francese come quello del gruppo Ange. L'ondata punk della fine degli anni '70 fu seguita da una seconda età dell'oro con gruppi come Téléphone, Trust, Bijou, Starshooter. Gli anni '80 e '90 sono stati segnati da un'ampia varietà di gruppi e artisti tra cui Mano Negra, Indochine, Axel Bauer, Rita Mitsouko, Taxi Girl e Noir Désir. La fine del millennio vede la popolarità di Louise Attaque, Mickey 3D e la conferma di Alain Bashung.
Gli anni 2000 hanno visto l'emergere della nuova scena rock francese e la comparsa di molti gruppi che producono canzoni in lingua inglese.

## Storia

### L'introduzione del rock and roll in Francia

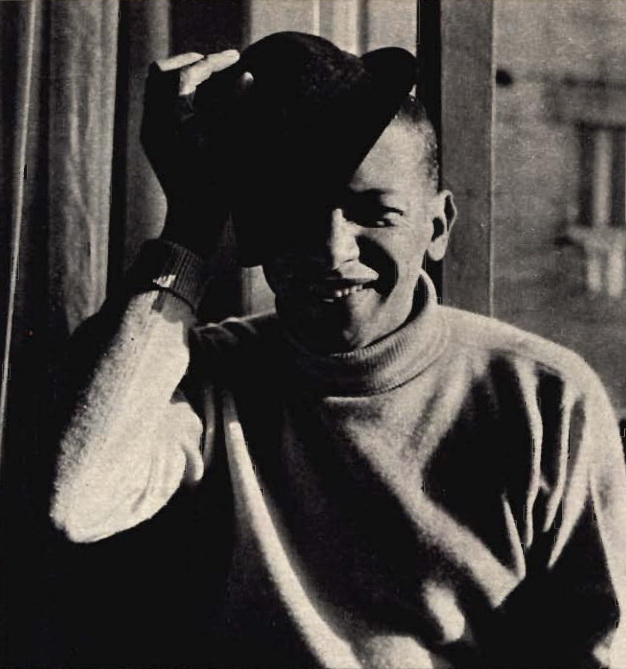
Henry Cording nel 1961

Line Renaud è talvolta citata come il primo cantante ad aver interpretato un titolo rock and roll in Francia. Nel 1955 interpretò in francese una cover di Tweeldee Dee di LaVern Baker. Nel gennaio 1956, Jacques Hélian e la sua orchestra adattarono Rock Around the Clock di Bill Haley con il titolo Tous les heures qui sonson, con Lou Darley alla voce. L'interpretazione resta comunque in stile big band. Le Trio Raisner riprenderà Rock Around the Clock all'armonica lo stesso anno.
Nella primavera del 1956, il batterista jazz Baptiste Reilles (1920-1987), sotto lo pseudonimo di Mac Kac, pubblicò il primo disco rock and roll francese. Questo 45 giri fu pubblicato con il marchio Versailles, da Ray Ventura, il cui direttore artistico era Sacha Distel. È composto dalle canzoni Et là-bas?, cover di una canzone della Louisiana, I've had enough era la cover di J'en ai assez, reprise d'Eddie my love, Great big bulging eyes et T'es pas tombé sur la têtee dalla cover di See You Later, Alligatore di Bill Haley.
Il 21 giugno 1956, sotto lo pseudonimo di Henry Cording, Henri Salvador incise un 7" rock and roll, con testi di Boris Vian e musiche di Michel Legrand e Alain Goraguer. I brani che compongono questo super 45 giri vogliono essere parodici e umoristici come indicato dai titoli dei brani scelti: Go cook an egg, Man, Rock hocquet, Rock and roll mops e Tell me that you love me rock. Boris Vian lo fa ancora con nuovi testi interpretati da Magali Noël, considerato da L. Picaud “il primo rocker di Francia”. Canta in particolare Alhambra rock, Strip rock e Make me hurt Johnny, bandito dalla radio per i suoi testi considerati troppo audaci.

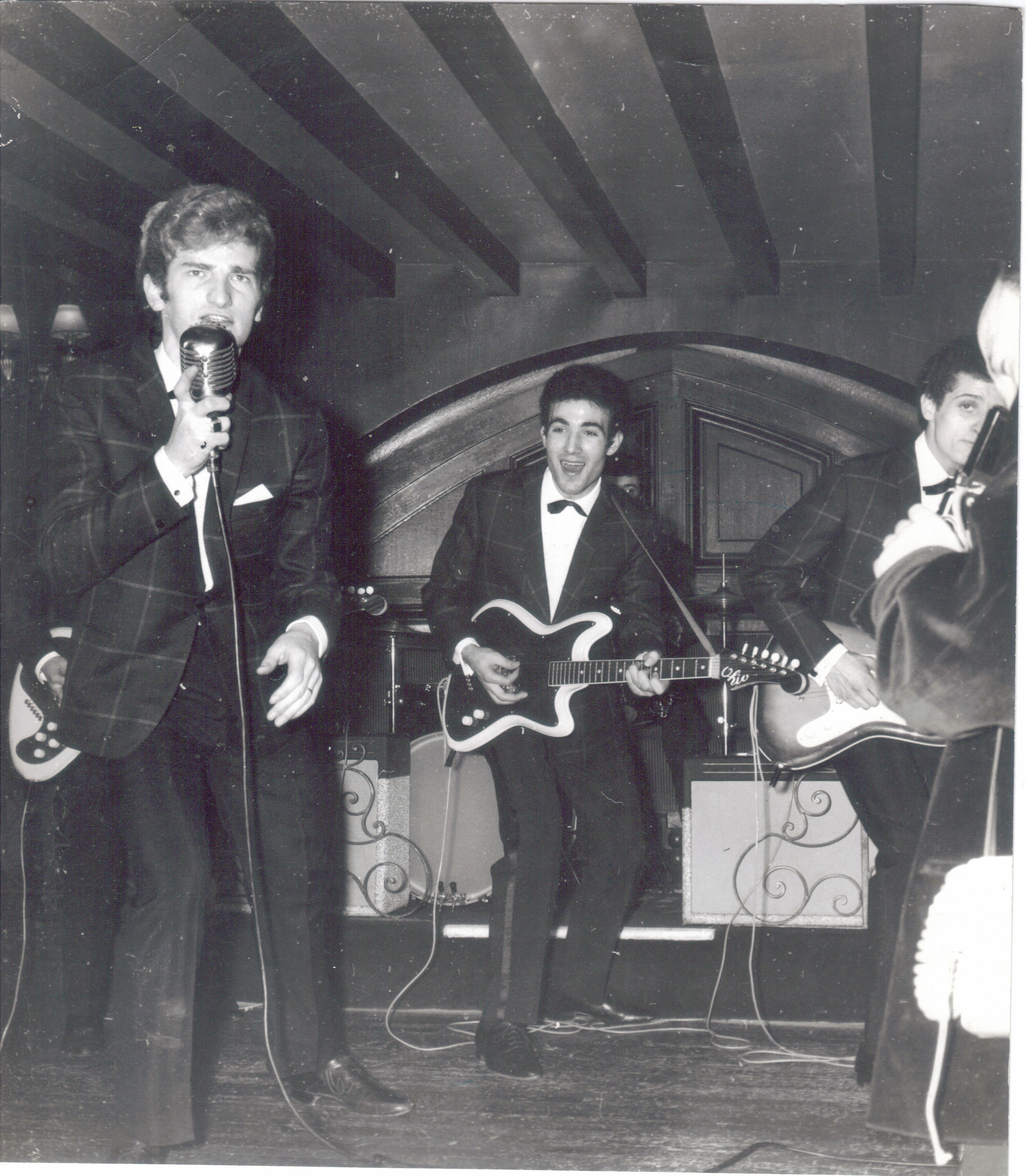
Eddy Mitchell in un concerto del 1962

Questa breve storia degli inizi del rock and roll in Francia, lungi dall'essere esaustiva, non può non citare anche Annie Cordy con Qu'est-ce que tu as mon vieux, Moustache con Le rock de Paris, Claude Bolling con Crazy love , Michel Legrand con Rock surprise partie, Marcel Zanini et ses Challengers con Dis-moi oui ou non, Georges Guétary Georges, viens danser le rock, Eddie Constantine con Rock rock, Colette Renard con L'âge atomique o Georges Aber con Comme un tigre.
Nel 1958 i primi fermenti: Danyel Gérard pubblica un disco rock and roll, per nulla parodistico, sebbene contenga anche un titolo firmato da Boris Vian, D'où reviens-tu Billie Boy ?. Soprannominato "il cantante soffocante", Danyel Gérard suscitò un certo interesse, ma dovette partire per il servizio militare durante la guerra d'Algeria alla fine del 1959. Richard Anthony pubblicò il suo primo album, che conteneva un adattamento di Peggy Sue e conobbe nel 1959 un primo successo con La chanson Nouvelle vague. Allo stesso tempo, dal 1957, su istigazione di Henri Leproux, altri cantanti francesi debuttarono sulla scena rock'n'roll al Golf-Drouot, il principale locale del genere di Parigi: Claude Piron che diventerà Danny Boy, ed ancora future star come Johnny Hallyday, Eddy Mitchell e Les Chaussettes noires, Jacques Dutronc, o anche Long Chris, Vic Laurens e Les Vautours, Dany Logan e Les Pirates.

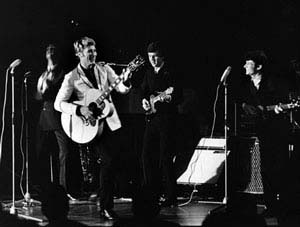
Johnny Hallyday in un concerto del 1960

All'inizio degli anni '60, Johnny Hallyday fu la prima vera rock star in Francia. Il 14 marzo 1960 pubblica il suo primo singolo. Johnny Hallyday fece la sua prima apparizione televisiva il 18 aprile 1960 nel programma L'École des Vedettes, dove fu presentato da Line Renaud e Aimée Mortimer. Il suo passaggio fa notizia e il suo spettacolo teatrale si presta a polemiche. In pochi giorni il suo primo super 45 giri (o EP), T'aimer follement, è passato da trentamila a centomila copie vendute. Il suo secondo super 45 giri, con la canzone Souvenirs, souvenirs fu il suo primo grande successo e convinse le case discografiche francesi che esisteva un mercato rock nazionale. Durante l'estate è in tournée nel sud della Francia riscuotendo numerosi consensi. Dal 20 settembre 1960 e per tre settimane, Johnny Hallyday si esibì all'Alhambra nella prima parte di Raymond Devos. Nel novembre 1960 recita all'Alcazar di Marsiglia con un vero e proprio trionfo pubblico.

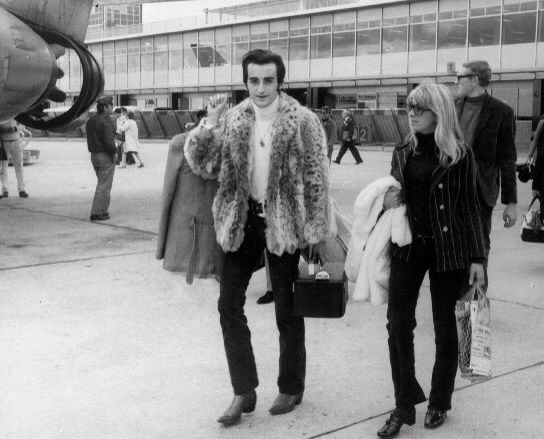
Dick Rivers nel 1966

Il 24 febbraio 1961, al Palais des sports di Parigi, ebbe luogo il Premier festival international de rock. Dove debuttarono Eddy Mitchell e Les Chaussettes noires. L'evento, costellato da numerosi incidenti (si comincia a parlare delle Blouson noir nelle risse), lancia davvero il genere musicale nel Paese, nonostante una stampa unanimemente ostile, ad eccezione di Salut les copains di Daniel Filipacchi.
Sempre al Palais des sports, il 18 giugno si svolge un secondo festival rock'n'roll. Il gruppo Les Chaussettes noires è, questa volta, programmato come band principale. Anche Danny Boy et ses Pénitents e Richard Anthony erano in cartellone. Un terzo e ultimo festival ebbe luogo il 18 novembre 1961. Erano sul palco Nicole Paquin, Les Champions, Danny Boy et ses Pénitents, Dick Rivers e i suoi Les Chats Sauvages. Vince Taylor, che era in programma, non poté salire sul palco a causa dell'atmosfera sovraeccitata e violenta in sala.

### Sviluppi negli anni '60 e primi '70

#### Tra rock e Yéyé
Se la produzione rock-pop francese offriva allora molti adattamenti di titoli americani o inglesi, aveva anche un certo numero di creazioni francesi: ventitré dei circa cinquanta titoli registrati da Johnny Hallyday (tra il 1960 e il 1961), sono creazioni originali, tra cui quindici composti per lui; Charles Aznavour e Georges Garvarentz non esitarono a mettere il loro talento al servizio delle giovani generazioni e scrissero e/o composero alcuni titoli per Johnny Hallyday, Les Chaussettes noirs, Sylvie Vartan o anche Frank Alamo. La Musa di Serge Gainsbourg, Françoise Hardy scrive e/o compone molte delle sue canzoni, e France Gall è la prima artista di questa generazione a non eseguire alcun adattamento e ad avere un repertorio al cento per cento francese.
L'emergere del movimento yéyé rallentò il successo commerciale del rock francese. Serge Gainsbourg dopo aver preso in giro gli yéyés si convertì al loro stile e non esitò a dichiarare: "Ho restituito la mia giacca il giorno in cui mi sono accorto che era foderata di visone".

#### Musica beat e nuovi cantautori

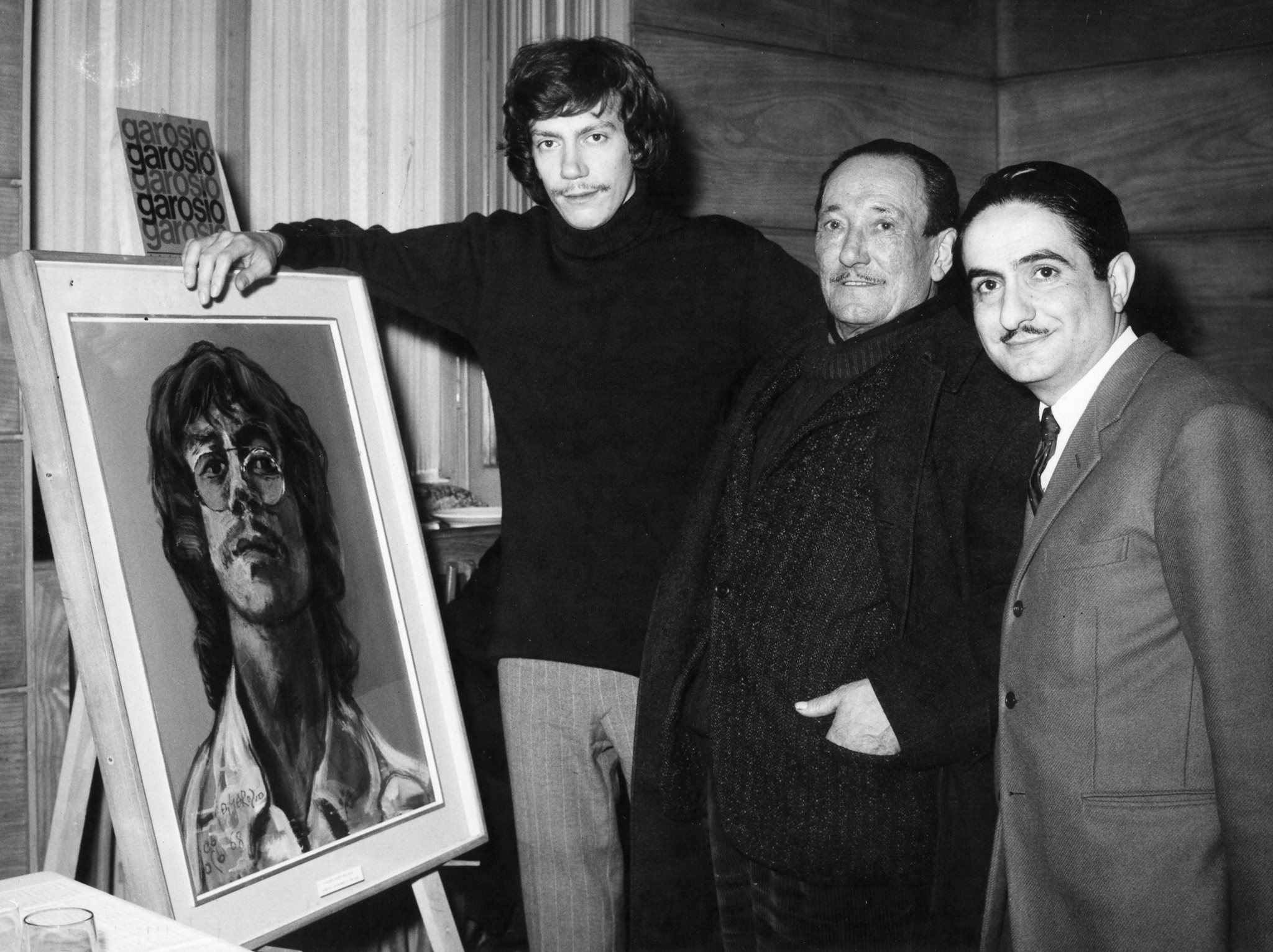
Antoine riceve un ritratto del pittore bresciano Ottorino Garosio nel 1964

Dick Rivers lasciò Les Chats Sauvages nell'estate del 1962 per iniziare una carriera da solista; Mike Shannon diventa la voce del gruppo. Per gli stessi motivi Eddy Mitchell ruppe con Les Chaussettes Noires alla fine del 1963 (a settembre aveva già pubblicato il suo primo album da solista, un secondo a dicembre). Dal gennaio 1964 il gruppo cambia idea e si organizza in un combo come the Beatles, diventando sia strumentisti che cantanti.

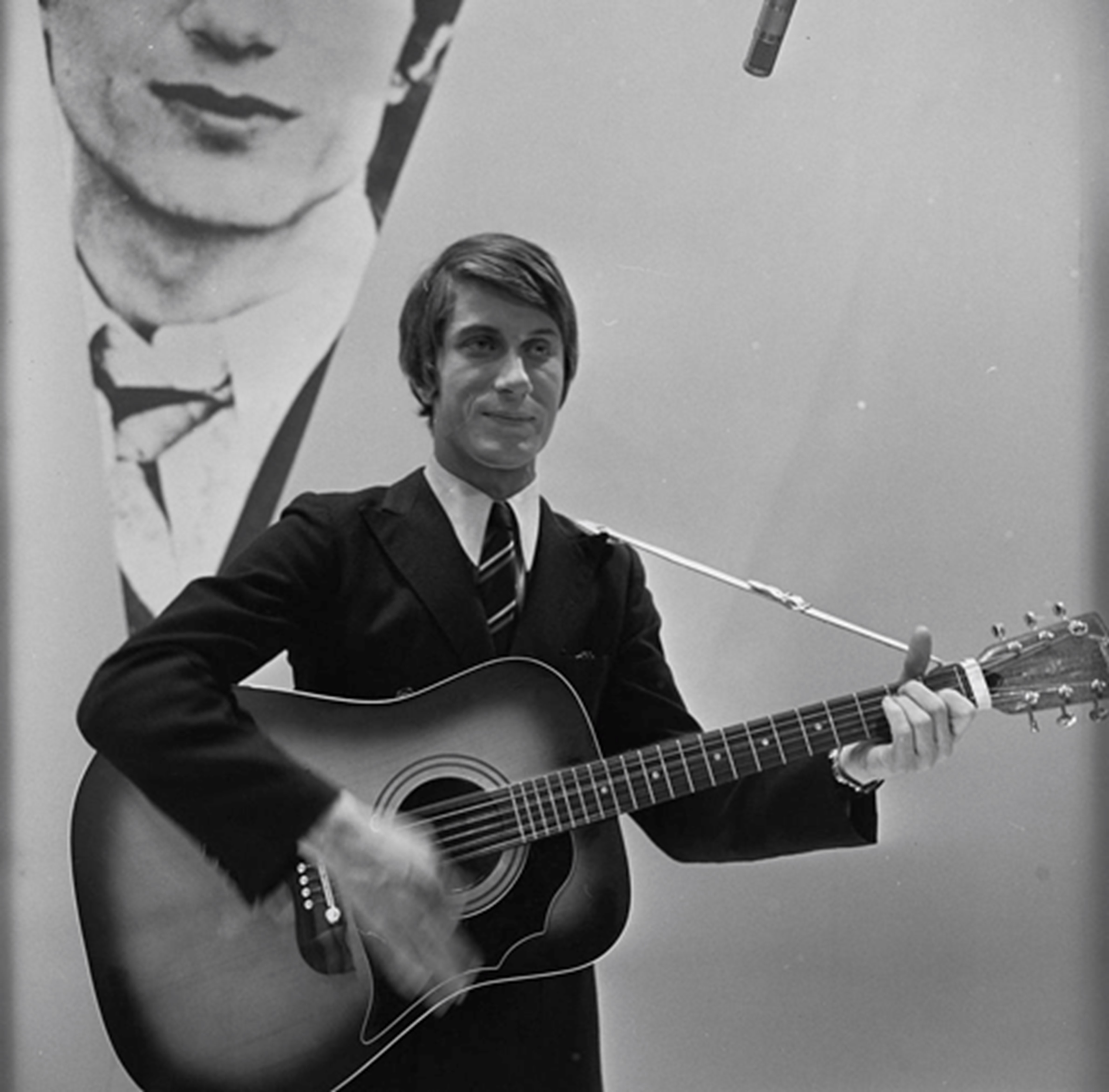
Jacques Dutronc nel 1966

Il 1964 è l'anno che vede scomparire i due gruppi emblematici di questo periodo: in autunno si sciolgono i Chats Sauvages e Les Chaussettes noirs. È anche l'anno in cui Johnny Hallyday parte per il servizio militare. Alla fine del servizio di leva, ritornò a suonare nell'agosto del 1965, ma niente era più come prima. Come già negli Stati Uniti alla fine degli anni Cinquanta, in Francia la mania del rock'n'roll segna il passo. Il disco di Hallyday Les Rocks les terribles (pubblicato nel luglio 1964) suona come un addio a questa prima età d'oro del rock francese. Apparvero nuovi generi musicali e Eddy Mitchell pubblicò Du rock 'n' roll au rhythm 'n' blues nel 1965, quando Hallyday (lo stesso anno), anch'egli convertitosi al Rhythm and blues, pubblicò Johnny chante Hallyday.
Come Serge Gainsbourg, dal 1966, Jacques Dutronc, Antoine, Nino Ferrer e Michel Polnareff hanno lasciato il segno con un repertorio originale, più influenzato dalla musica beat inglese che dal rock and roll americano. La rivalità tra Antoine e Johnny Hallyday, che poi si scontrarono attraverso canzoni interposte (Les Élucubrations d'Antoine contro Cheveux longs et idées courtes), rimane emblematica di questo cambio di periodo.

### I nuovi sottogeneri degli anni '70

#### Tra cantautorato e folk rock

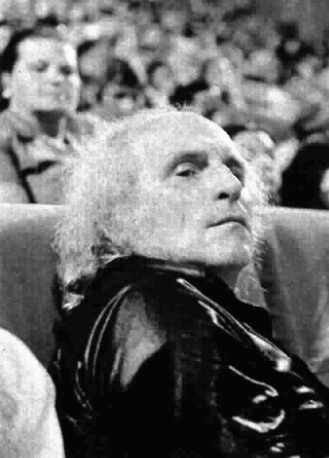
Léo Ferré nel 1972

All'inizio degli anni '70 compaiono nuovi gruppi francofoni, i più noti dei quali sono i Martin Circus ed i Aphrodite's Child con i greci Vangelis e Demis Roussos, i Quo Vadis fondati a Parigi da Jean- Pierre Hipken e Serge Doudou dei Gypsys, Michel Pagliaro in Québec, ed ancora i Variations con Joe Lebb e Marc Tobaly, che cantavano in inglese. Le difficoltà economico produttive che questi gruppi potevano incontrare con il loro rock puro e/o sofisticato, come quello di Nino Ferrer in Francia, li portano spesso a tornare a stili musicali più vicini all'intrattenimento. Allo stesso modo, in questo periodo, artisti francesi come Catherine Ribeiro, Bernard Lavilliers, Véronique Sanson, Catherine Lara (che ebbe grande successo nel 1984 con l'album e il titolo La Rockeuse de diamants) flirtarono con il rock senza però abbracciarlo completamente.
Léo Ferré, Serge Gainsbourg, Gérard Manset e Jacques Higelin, solo per citarne alcuni, hanno intrapreso questa strada. Ferré si unisce nel 1970, per due album, al gruppo pop Zoo e danno concerti. Nel 1970, Gérard Manset scrisse La Mort d'Orion che fu il primo concept album in Francia. Gainsbourg introduce il fraseggio francese in vari stili con i suoi tre concept album: Rock Around the Bunker è un autentico disco rock 'n' roll, L'Homme à tête de chou flirta con il rock psichedelico e Auxarmes, ecc. è invece puro reggae. Higelin ha prodotto un rock suburbano semplice e caustico: il suo album BBH 75 del 1974 era considerato a quel tempo il primo vero album rock grezzo francese che sembrava provenire da una generazione spontanea. Il disco Irradié, che vedeva la partecipazione decisiva di Louis Bertignac diede ancor più consistenza alla creazione di un rock autoctono.
Sul versante folk rock va menzionato il lavoro di Alan Stivell, soprattutto con Live à l'Olympia (1972). Parte della sua produzione è improntata al rock fino agli album più recenti.

#### Rock progressivo

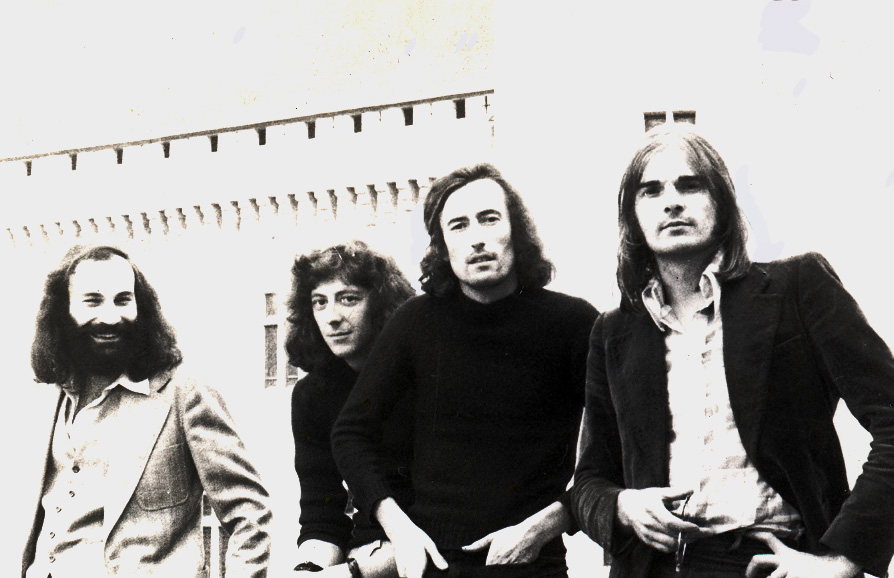
Gli Artcane nel 1975

Negli stessi anni gruppi come Triangle, Ange, Magma, Atoll, Artcane, Dynasty Crisis, Gong, Présence, Pulsar ed altri svilupparono un approccio francese al rock progressivo. I primi album di Daniel Balavoine, ex cantante dei Présence, sono pienamente in linea con questo movimento “rock-prog”. De vous à elle en passant par moi (1975) e il suo concept album Les Aventures de Simon et Gunther... (1977) suonano fortemente ispirati al modello operistico e sinfonico dei Genesis o dei Queen. Il rock progressivo francese continuò ad evolversi anche negli anni '80 in una relativa oscurità, con le band Dün, Terpandre ed Emeraude che hanno ottenuto un certo successo underground (ma sono state accolte con indifferenza dalla critica)

#### Glam rock
Dal 1974 la Francia subisce gli influssi del glam rock ed alcune band ne svilupparono una propria versione. Tra queste sono da menzionare The Frenchies con il loro unico album Lola-Cola (Harvest, 1974) e poi la figura androgina e controversa di Alain Kan con Et Gary Cooper S'Éloigna Dans Le Désert... (Les Disques Motors, 1974) e Heureusement En France, On Ne Se Drogue Pas... (Les Disques Motors, 1975) che divenne in seguito una figura di culto del rock francese. Jacques Higelin, considerato un artista seminale dalla critica francese, con il suo BBH 75 (EMI / Pathé Marconi, 1975) viene spesso citato come album di transizione tra un suono rhythm and blues e punk rock.

### Punk, post-punk e new wave
Le cose cambiano poco a poco dal 1977: il movimento punk, il post-punk e la new wave arrivano in Francia rispondendo alle aspirazioni di rinnovamento di parte della gioventù. In questo periodo di creatività gli artisti del passato sono improvvisamente “superati”. L'emergere dei Bijou segna il ritorno del rock cantato in francese. Apre la strada ad altre band come Lili Drop, Telephone, che si impegnarono in un esercizio screditato da band puriste come Little Bob Story, Shaking Street, Dogs, Ganafoul o Trans Europe Express per le quali il rock suona davvero solo in inglese. Già nel 1976, Bijou e Little Bob Story furono i primi due gruppi ad aprire la strada a questa nuova via francese. In tutto questo primo periodo, i Trust ebbero solo una presenza aneddotica segnata da un solo 45 giri intitolato Prends pas ton flingue. Il loro primo LP e il loro primo tour alla fine del 1979 ebbero un notevole successo. Il movimento crebbe negli anni successivi e i punti salienti furono i festival punk di Mont-de-Marsan e il festival new wave French connection à Lione. Fondamentale nell'evoluzione del punk rock e del post-punk francese fu poi la scena rock e new wave di Rennes dei primi anni '80.

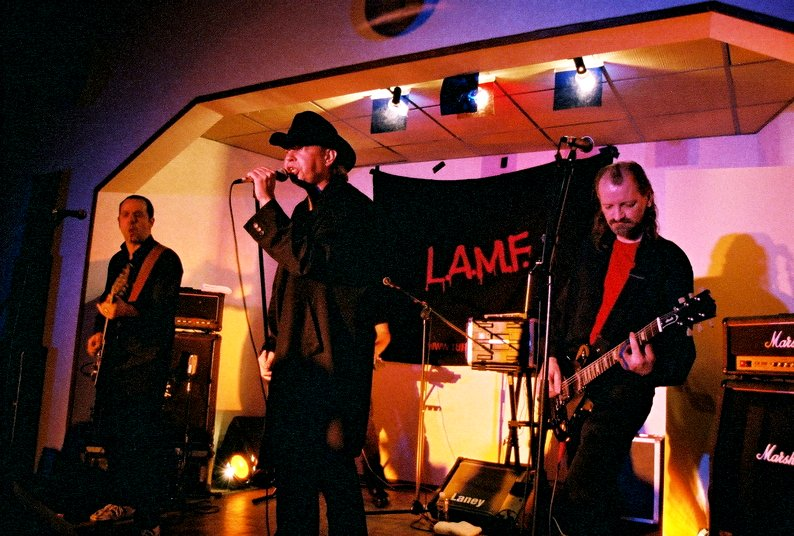
I Métal Urbain nel 2006

All'inizio degli anni '80, l'alternanza politica accompagna l'irruzione di una cultura “trendy” pubblicizzata da alcuni giornali di tendenza, tra cui Actuel, che riappare con una formula che corrisponde all'era “after-punk”. Le radio libere diventano legali. Alcuni comuni come Parigi, Rennes o Lione hanno in programma di facilitare l'ottenimento di locali per le prove, in modo da sostenere lo sviluppo di un rock francese emergente che sperano possa essere redditizio come quello d'oltremanica favorendo una buona immagine socio-culturale. A Parigi era il tempo di nuovi club come Le Gibus o Le Rose Bonbon che accoglievano gruppi dal vivo e che prendevano il posto di vecchi luoghi come il Golf-Drouot o il Bataclan dove ebbero luogo concerti storici negli anni precedenti come la reunion di Lou Reed, John Cale e Nico, o i concerti dell'intera scena space rock. Appaiono le prime etichette indipendenti francesi, come New Rose records, Ze records, Réflexes o Sordide Sentimental. Nascono molte fanzine rock, come New-Wave, Hello Happy Taxpayers o We are not savages. Dopo Chorus di Antoine de Caunes, la televisione si sta timidamente aprendo al fenomeno che sta scuotendo buona parte dei giovani, in particolare grazie a Les Enfants du rock di Philippe Manoeuvre, della rivista Rock & Folk.
Gruppi come Téléphone, Trust, Warning, Bijou, Starshooter, 12°5, Stocks divennero le band più popolari della nuova generazione venata di influenze anglosassoni con riff di chitarra e testi in francese. Ma solo il successo di Telephone sarà così grande da segnare il decennio 76-86 con sei milioni di album venduti. I futuri gruppi leggendari del rock francese, come Rouennais Dogs, Taxi Girl, Les Rennais de Marquis de Sade, Lorrains Kas Product vengono notati dalla critica e da parte del pubblico ma risentono ancora della mancanza di strutture, di visibilità mediatica e della riluttanza del pubblico e delle maggiori case discografiche. Durante questo periodo, gruppi come Les Olivensteins e Métal Urbain erano di breve durata anche se alcuni come Charles De Goal, ADX, Métal Urbain si riformarono quasi trent'anni dopo per una nuova carriera. Non dimentichiamo il gruppo Série Noire, un trio di Argenteuil molto noto per le aperture dei concerti dei Dr. Feelgood, Les Forbans, Océan.
A metà degli anni '80 sorse una nuova scena alternativa francese che ha cominciato a stabilire le proprie strutture, creando le proprie etichette discografiche, aiutata da un numero crescente di fanzine e negozi di dischi specializzati in tutte le province. La scena divenne molto attiva, con gruppi punk come Bérurier noir, OTH, Les Garçons Bouchers, Ludwig von 88 o Les Porte Mentals.

### Il pop-rock degli anni '80

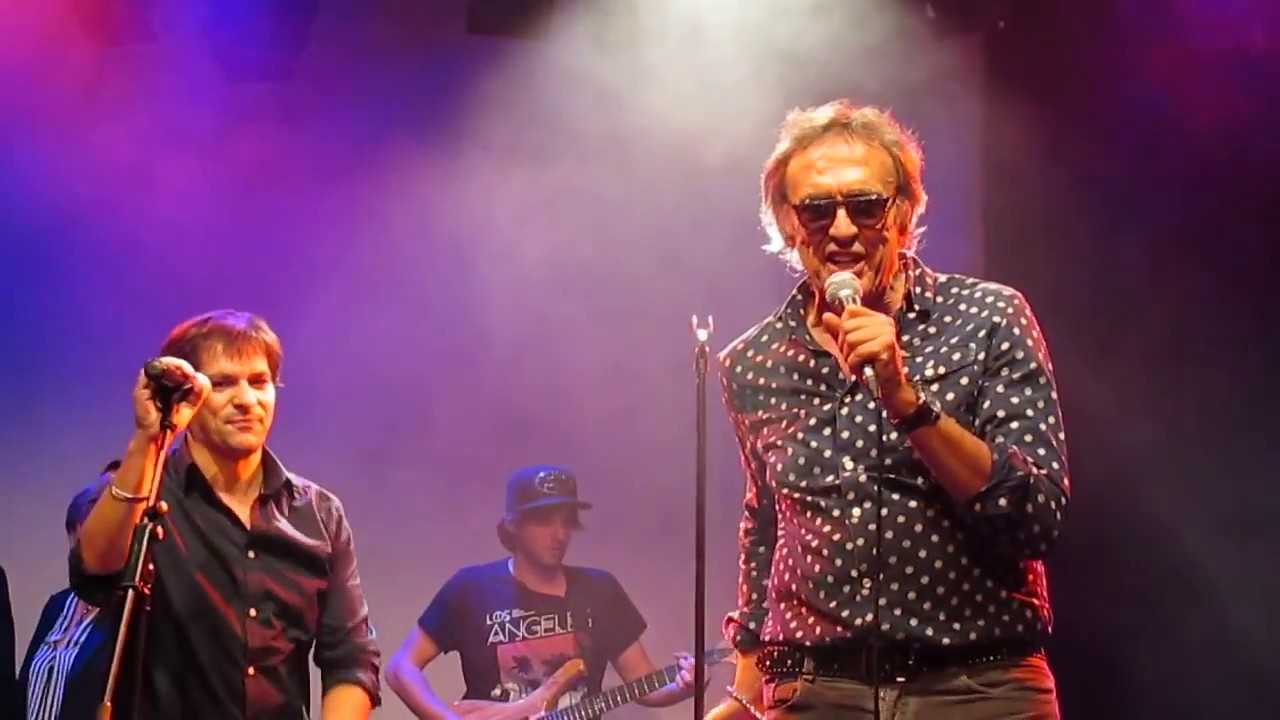
Jean-Patrick Capdevielle in concerto nel 2019

Allo stesso tempo, Daniel Balavoine e Jean-Jacques Goldman, che provenivano per il primo dal prog rock ed il secondo dal blues, imposero nella prima metà del decennio un pop-rock melodico ed efficace contribuendo al loro successo radiofonico. Balavoine, invece, sempre più concentrato sulla sperimentazione specifica della new wave e della world music, realizzò al Palais des Sports (1984) in un concerto dai toni hard-rock e orchestrato da alcuni dei musicisti del Martin Circus.
Il culmine dell'onda non tarda ad arrivare: Bill Deraime, sposando negli anni album blues, rock e reggae, mette in fila hits dando concerti di alto livello. Jean-Yves Liévaux (con il suo gruppo Liévaux-Transfo) fa lo stesso con C'est pas difficile, in uno stile più progressivo. Jean-Patrick Capdevielle porta la poesia venata di politica, in particolare con il 45 giri Quand t'es dans le Désert; mentre Bashung ottiene un successo con chouinant dopo il suo Gaby.
Il videoclip del successo Cargo di Axel Bauer e prodotto in collaborazione con Jean Baptiste Mondino sarà il primo clip francese ad essere trasmesso su MTV.

### Indie rock

#### Darkwave

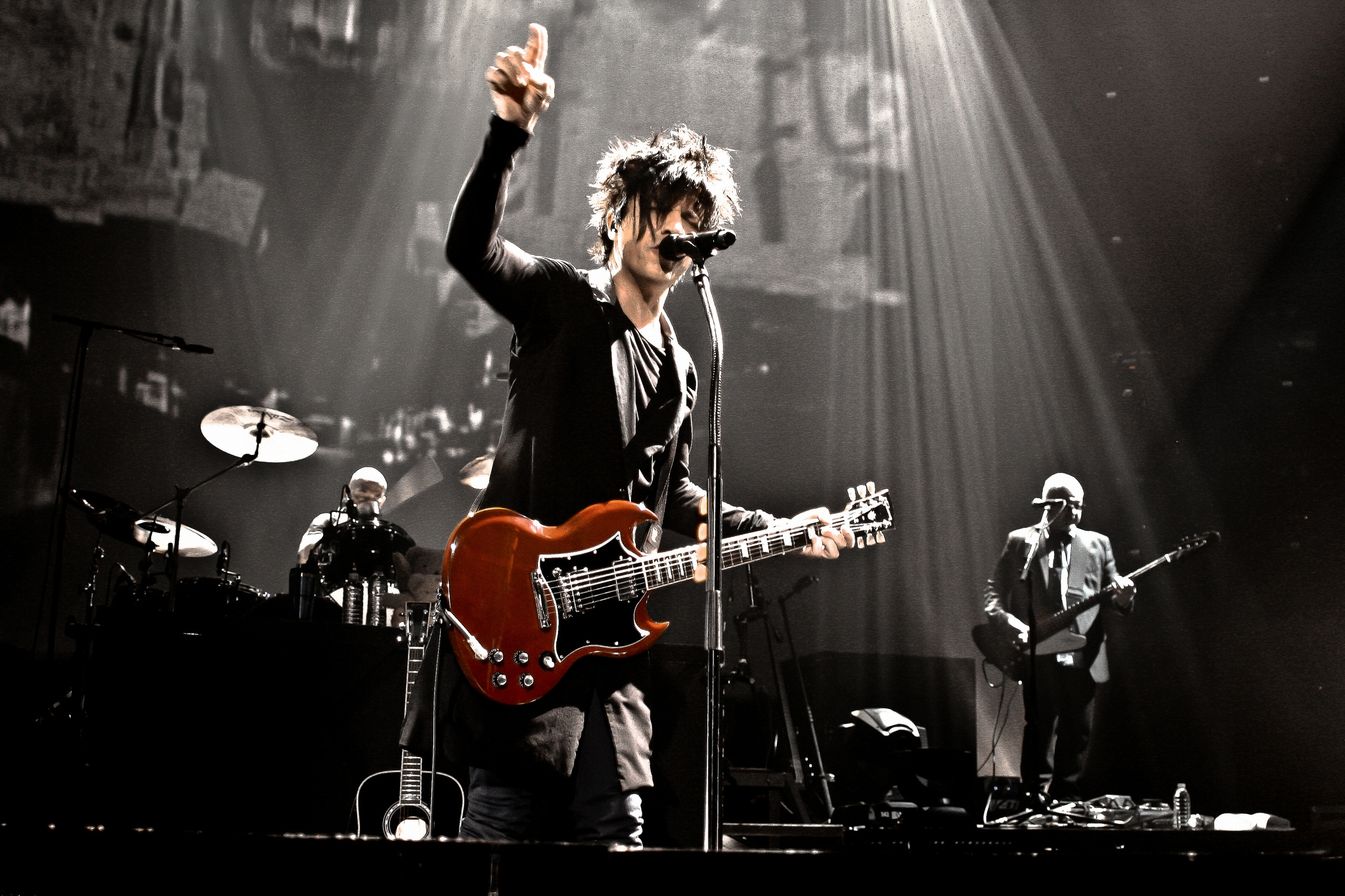
Gli Indochine nel 2009

Prallelamente alla scena di rock gotico inglese, nasce in Europa ed in Francia la scena musicale darkwave, con composizioni musicali caratterizzate da un ampio utilizzo di tonalità in chiave minore e liriche introspettive, spesso con un uso massiccio di sintetizzatori, come per le sonorità sintetiche e dinamiche degli Indochine che riscossero rapidamente un grande successo tra gli adolescenti. Un altro esempio furono i Rennes Niagara che si impongono sulla radio, offrendo in concerto un pop/rock più energico. Lo svizzero Stephan Eicher aveva iniziato la sua carriera negli squat, nei rock bar o in piccoli locali proprio come Rita Mitsoukos e la maggior parte della nuova scena rock. Molte band francesi seguono le orme di band come The Cure o Depeche Mode.

#### Il rock alternativo degli anni '90

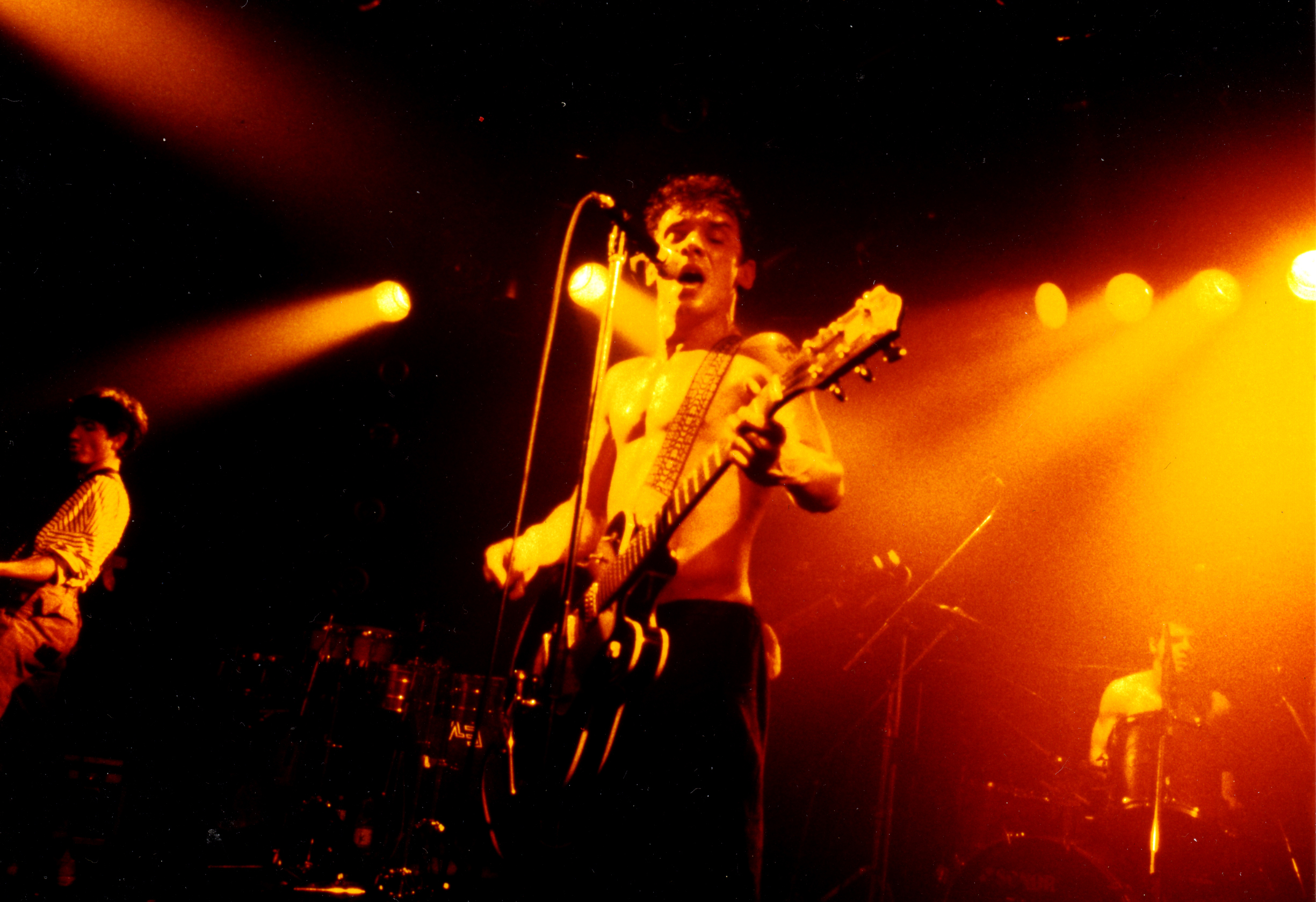
I Mano Negra al Club Quattro di Tokio

Gli anni '90 vedono il crescente successo del rock alternativo e con esso una specificità tutta francese, grazie ad etichette come Bondage Records e Boucherie Productions, la cui scelta eclettica ha portato alla scoperta di gruppi come les Tétines Noires, Manu Chao dei Mano Negra, François Hadji-Lazaro di Pigalle, Frandol dei Roadrunners, Didier Chappedelaine dei Les Wampas.
Combinando radici rock dalle molteplici influenze (spagnola, nordafricana, musica gitana, chanson réaliste, ecc.), i gruppi sopravvissuti tra le migliaia di gruppi nati dopo il punk all'inizio o alla metà degli anni '80 come Les Négresses Vertes, Les Innocents o Les Rita Mitsouko in questo periodo divennero popolari diventando più professionali.

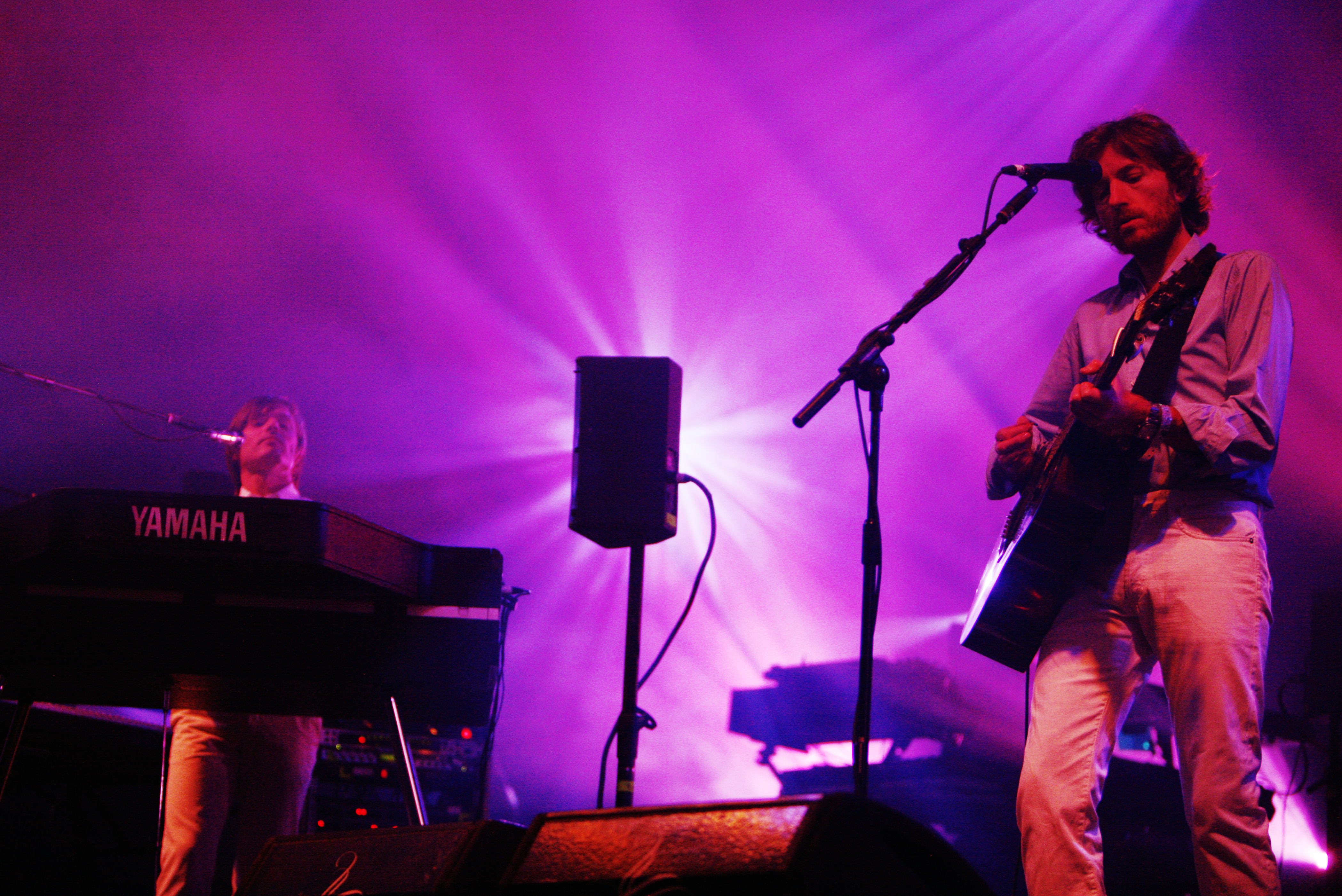
Gli Air dal vivo

I Noir Désir, riprendono l'aggressività tipica del grunge. Seguono in questo senso Hubert-Félix Thiéfaine o Alain Bashung, la cui musica diventa più sofisticata ed elettronica. Nel 1994, il distributore indipendente e cantautore francese Christian Brunet ha creato il primo gruppo techno rock Shanghai Atraxion a Londra, prodotto da Georges Mary. L'album Start Over non viene pubblicato e Yellow Men non appare fino a dieci anni dopo. Nel 1995, Mylène Farmer si avvicina al rock con titoli come XXL o L' Instant X, i cui riff ricordano quelli dei Nirvana. Gli FFF crea un mix di funk e rock. I Dolly, gruppo di Nantes con influenze grunge, hanno acquisito una notevole notorietà nel 1997.
Alla fine degli anni '90, i gruppi di musica elettronica francesi riscuotono un notevole successo nei paesi anglosassoni. Un tocco francese è attribuito a gruppi come Air o Daft Punk, la cui musica è in gran parte ispirata al pop degli anni '70 (atmosfere eteree, voci distorte).